# Prosopochrysini
Prosopochrysini – plemię muchówek z rodziny lwinkowatych i podrodziny Stratiomyinae.
Muchówki te ciała smuklejsze i bardziej wydłużone niż inni przedstawiciele podrodziny. Miejsce osadzenia czułków znajduje się u nich grzbietowo od dolnej krawędzi oka. Skrzydła często są wzorzyste. W użyłkowaniu skrzydeł charakterystyczna jest falista pierwsza żyłka analna oraz łukowata przednia żyłka kubitalna. Ponadto od Oxycerini różni je obecność żyłki poprzecznej bazymedialno-kubitalnej.
Klasyfikuje się je w rodzajach:
- Acanthasargus White, 1914
- Cyphoprosopa James, 1975
- Exochostoma Macquart, 1842
- Hoplistopsis James, 1950
- Melanochroa Brauer, 1882
- Myxosargus Brauer, 1882
- Nothomyia Loew, 1869
- Prosopochrysa Meijere, 1907
- Rhaphiocerina Lindner, 1936